# Lachlan (rivière)
Pour les articles homonymes, voir Lachlan.
Le Lachlan est une des principales rivières du centre de la Nouvelle-Galles du Sud, en Australie, et un sous-affluent du Murray par le Murrumbidgee.

## Étymologie
La rivière doit son nom à Lachlan Macquarie, gouverneur de l'État de 1810 à 1821. Elle-même donne son nom à deux zones d'administration locale, les comtés du Lachlan et du Haut-Lachlan.

## Géographie
Elle prend sa source dans le « Central Highland » à 13 km à l'est de Gunning, dans une partie de la Cordillère australienne. Ses principaux affluents sont les rivières Carcoar, Belubula et Abercrombie qui confluent près de la ville de Cowra. Un affluent plus petit est le Morongla Creek.
Un barrage, celui de Wyangala a été construit près de Cowra pour réguler le cours du Lachlan. Mais ce dernier, à la différence du Murrumbidgee et du Murray, ne prend pas sa source dans des régions enneigées et ne bénéficie donc pas d'un apport abondant et régulier d'eau à la fonte des neiges. Aussi le débit annuel du Lachlan est très variable, pouvant aller de moins de 1 million de litres en 1944 à plus 10 milliards en 1950. Pendant les années sèches, la rivière peut rester à sec pendant un an (ce fut le cas d'avril 1944 à avril 1945).
Le Lachlan coule vers l'ouest puis vers le sud, se jetant, après un parcours de 1 450 km dans le marais du « Great Cumbung » près d'Oxley (entre Hay et Balranald). Ce marais de 500 km2 se draine ensuite dans le Murrumbidgee.